# Cox & Forkum
Cox & Forkum fue el nombre de una serie de editoriales gráficos dibujados por John Cox y escritos por Allen Forkum. Su difusión original fue a través de la web, aunque acabaron siendo publicados por medios de la prensa tradicional.
Ideológicamente, Cox y Forkum se proclaman afines al Objetivismo.
Cox y Forkum cesaron su colaboración el 30 de septiembre de 2007 por la falta de tiempo de Forkum para compatibilizar esta actividad con sus negocios y su vida familiar.
- Datos: Q3107936